# Eleocharis wichurae
Eleocharis wichurae är en halvgräsart som beskrevs av Johann Otto Boeckeler. Eleocharis wichurae ingår i släktet småsäv, och familjen halvgräs. Inga underarter finns listade i Catalogue of Life.